# Xenobranchion
Xenobranchion is een geslacht uit de familie Corellidae en de orde Phlebobranchia uit de klasse der zakpijpen (Ascidiacea).

## Soorten
- Xenobranchion insigne Ärnbäck, 1950
- Xenobranchion tenue Monniot F. & Monniot C., 1976